# Graphania pallescens
Graphania pallescens là một loài bướm đêm trong họ Noctuidae.